# آندره ژوسوم
آندره ژوسوم (انگلیسی: André Jousseaume; ۲۷ ژوئیهٔ ۱۸۹۴ – ۲۶ مهٔ ۱۹۶۰) سوارکار اهل فرانسه و قهرمان المپیک بود.
او مدال طلای درساژ تیمی  را در بازی‌های المپیک تابستانی ۱۹۳۲ لس آنجلس بدست آورد.وی همچنین در بازی‌های المپیک تابستانی ۱۹۴۸ لندن نیز برندهٔ مدال طلا شد.